# Bahrinești, Adâncata
Bahrinești, întâlnit și sub forma Băhrinești (în ucraineană Багринівка, transliterat: Bahrînivka, în rusă Багриновка, transliterat: Bagrinovka și în germană Bahrinestie) este un sat reședință de comună în raionul Adâncata din regiunea Cernăuți (Ucraina). Are 1,456 locuitori, preponderent români.
Satul este situat la o altitudine de 399 metri, în partea de sud a raionului Adâncata, în apropierea frontierei cu România.

## Istorie
Localitatea Bahrinești a făcut parte încă de la înființare din regiunea istorică Bucovina a Principatului Moldovei. În ianuarie 1775, ca urmare a atitudinii de neutralitate pe care a avut-o în timpul conflictului militar dintre Turcia și Rusia (1768-1774), Imperiul Habsburgic (Austria de astăzi) a primit o parte din teritoriul Moldovei, teritoriu cunoscut sub denumirea de Bucovina. După anexarea Bucovinei de către Imperiul Habsburgic în anul 1775, localitatea Bahrinești a făcut parte din Ducatul Bucovinei, guvernat de către austrieci, făcând parte din districtul Siret (în germană Sereth).  
După Unirea Bucovinei cu România la 28 noiembrie 1918, satul Bahrinești a făcut parte din componența României, în Plasa Siretului a județului Rădăuți. Pe atunci, majoritatea populației era formată din români.
Ca urmare a Pactului Ribbentrop-Molotov (1939), Bucovina de Nord a fost anexată de către URSS la 28 iunie 1940. Bucovina de Nord a reintrat în componența României în perioada 1941-1944, fiind reocupată de către URSS în anul 1944 și integrată în componența RSS Ucrainene. 
Începând din anul 1991, satul Bahrinești face parte din raionul Adâncata al regiunii Cernăuți din cadrul Ucrainei independente. La recensământul din 1989, numărul locuitorilor care s-au declarat români plus moldoveni era de 1.352 (1.340+12), reprezentând 97,55% din populația localității . 
La 30 mai 1999, fostul rege Mihai I al României a participat la cea de-a doua sfințire a Bisericii "Sf. Treime" din Bahrinești, primind o invitație semnată de 638 persoane . În prezent, satul are 1.456 locuitori, preponderent români.

## Demografie
Componența lingvistică a comunei Bahrinești
     Română (96,36%)
     Ucraineană (3,23%)
     Alte limbi (0,42%)
Conform recensământului din 2001, majoritatea populației comunei Bahrinești era vorbitoare de română (96,36%), existând în minoritate și vorbitori de ucraineană (3,23%).
1930: 1.669 (recensământ) 
1989: 1.386 (recensământ)
2001: 1.456 (estimare)

## Recensământul din 1930
Componența etnică a comunei Bahrinești (județul Rădăuți)
     Români (86,48%)
     Evrei (1,1%)
     Ruteni (2,32%)
     Germani (2,95%)
     Polonezi (7,03%)
     Ruși (0,12%)
Componența confesională a comunei Bahrinești
     Ortodocși (87,28%)
     Mozaici (1,28%)
     Romano-catolici (10,34%)
     Altă religie (1,1%)
Conform recensământului efectuat în 1930, populația comunei Bahrinești se ridica la 1635 locuitori. Majoritatea locuitorilor erau români (86,48%), cu o minoritate de evrei (1,1%), una de ruteni (2,32%), una de polonezi (7,03%), una de ruși (0,12%) și una de germani (2,95%). Din punct de vedere confesional, majoritatea locuitorilor erau ortodocși (87,28%), dar existau și mozaici (1,28%), romano-catolici (10,34%). Alte persoane s-au declarat: evanghelici/luterani (5 persoane), greco-catolici (3 persoane) și baptiști (10 persoane).

## Personalități născute aici
- Eusebie Mandicevschi (1857 - 1929), compozitor, muzicolog român.
- Constantin Mandicevschi (1859 - 1933), poet, profesor și bibliotecar român, autorul versurilor melodiei Cântă cucu-n Bucovina.
- Ecaterina Mandicevschi (1867 - 1957), profesoară de muzică și dirijoare de cor română.